# Радичево (Слуцкий район)
Радичево (бел. Ра́дзічава) — посёлок в Слуцком районе Минской области Республики Беларусь. В составе Бокшицкого сельсовета.

## География
Расстояние от села Радичево до города Слуцка составляет 11,7 км, а до города Минска 97,5 км.

## История
Точная дата основания неизвестна. Во времена существования Российской империи Радичево входило в состав Слуцкого уезда Минской губернии. В 1941 году Радичево, Бокшицы, Новая Нива, Заполье, Михейки и другие близлежащие населённые пункты были оккупированны Нацистской Германией. В 1944 году в результате контрнаступления СССР Радичево и близлежащие населённые пункты были освобождены.
В послевоенные годы жители села работали на заводе «Металлист». После его закрытия жители занимались деревоперерабатывающей промышленностью.

## Население
По данным переписи населения Беларуси за 2009 год население Радичево составляет 108 человек.

## Достопримечательности
Послевоенное здание 1954 года.
Заброшенный завод «Металлист».